# Mordellaria undulata
Mordellaria undulata är en skalbaggsart som först beskrevs av Melsheimer 1845.  Mordellaria undulata ingår i släktet Mordellaria och familjen tornbaggar. Inga underarter finns listade i Catalogue of Life.